# Achzarit
L'Achzarit (in ebraico: אכזרית) è un mezzo corazzato israeliano. Più precisamente si tratta di un IFV cioè Infantry Fighting Vehicle (veicolo da combattimento della fanteria) di cui rappresenta il modello più pesante attualmente in servizio. L'Achzarit è un mezzo molto originale. Si tratta, in realtà, di uno scafo di un T-55 di preda bellica ampiamente modificato.
Le modifiche comportano:
- la rimozione della torretta
- la sostituzione del motore con uno più compatto
- l'installazione di un portellone posteriore (resa possibile dai minori ingombri del motore).

Il risultato è un IFV pesantemente protetto il cui peso è di 44 tonnellate (contro le 36 del T-55).

## Storia

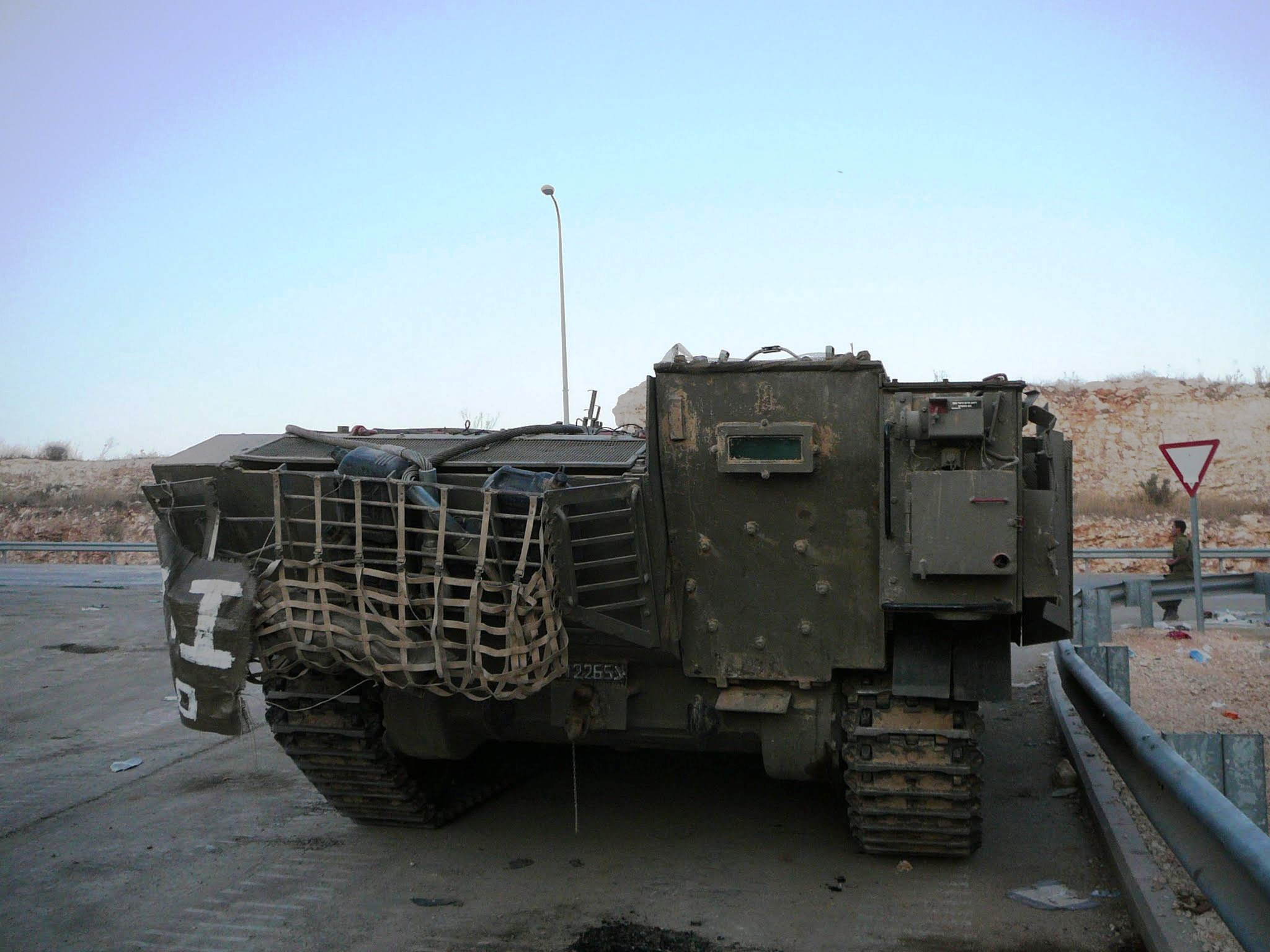
Il retro dell'Achzarit IFV

La necessità di un simile mezzo emerse in seguito all'operazione pace in Galilea, durante la quale si contarono numerose perdite a carico della fanteria meccanizzata. Queste perdite erano imputabili alla scarsa protezione dei mezzi in loro dotazione (principalmente
APC M113 il cui peso in ordine di combattimento è di 12-13 tonnellate).
Si decise quindi di sfruttare lo scafo di MBT per creare un nuovo veicolo per la fanteria meccanizzata e per il genio.
Furono impiegati sia scafi di vecchi Centurion (da cui nacquero il Nagmashot, il Nakpadon e il Puma) sia dei numerosi T-55, in possesso di Israele come preda bellica dei vari conflitti arabo-israeliani, da cui nacque, appunto, l'Achzarit.
Le peculiari caratteristiche dell'Achzarit lo hanno reso idoneo non solo per lo scenario per cui
era stato progettato (guerra corazzata convenzionale) ma anche per gli scenari di guerra asimmetrica nei quali Israele si è trovato negli ultimi decenni.
Questi scenari contemplano il confronto militare con delle forze, quelle palestinesi, che non schierano un vero e proprio esercito quanto unità di guerriglia, in grado di sferrare attacchi a sorpresa mediante (ad esempio) ordigni esplosivi improvvisati (IED, improvised explosive devices) o lanciarazzi spalleggiabili controcarro (tra cui i diffusissimi RPG-7). Dinanzi a queste minacce, l'Achzarit garantisce un livello di protezione impossibile da raggiungere per gli APC tradizionali.